# Jochenfritz Meinke
Jochenfritz Meinke (Hamburg, 1930. október 23. – 2022. január 9.) német labdarúgó, hátvéd.

## Pályafutása
A Sperber Hamburg, majd a Hamburger SV korosztályos csapatában kezdte a labdarúgást. 1949 és 1965 között a Hamburger SV játékosa volt. Az 1959–60-as idényben német bajnoki címet szerző együttes csapatkapitánya volt.

## Sikerei, díjai
Hamburger SV
- Nyugatnémet bajnokság
  - bajnok: 1959–60
- Bajnokcsapatok Európa-kupája (BEK)
  - elődöntős: 1960–61